# Estación Luzuriaga
Luzuriaga es una estación ferroviaria ubicada en la ciudad homónima, en el Departamento Maipú, Provincia de Mendoza, República Argentina.

## Historia
La estación fue Reinaugurada el 28 de febrero de 2012, junto con el resto de las estaciones de la línea. Es una estación intermedia del servicio que une Estación Gutiérrez y Estación Mendoza.

## Imágenes

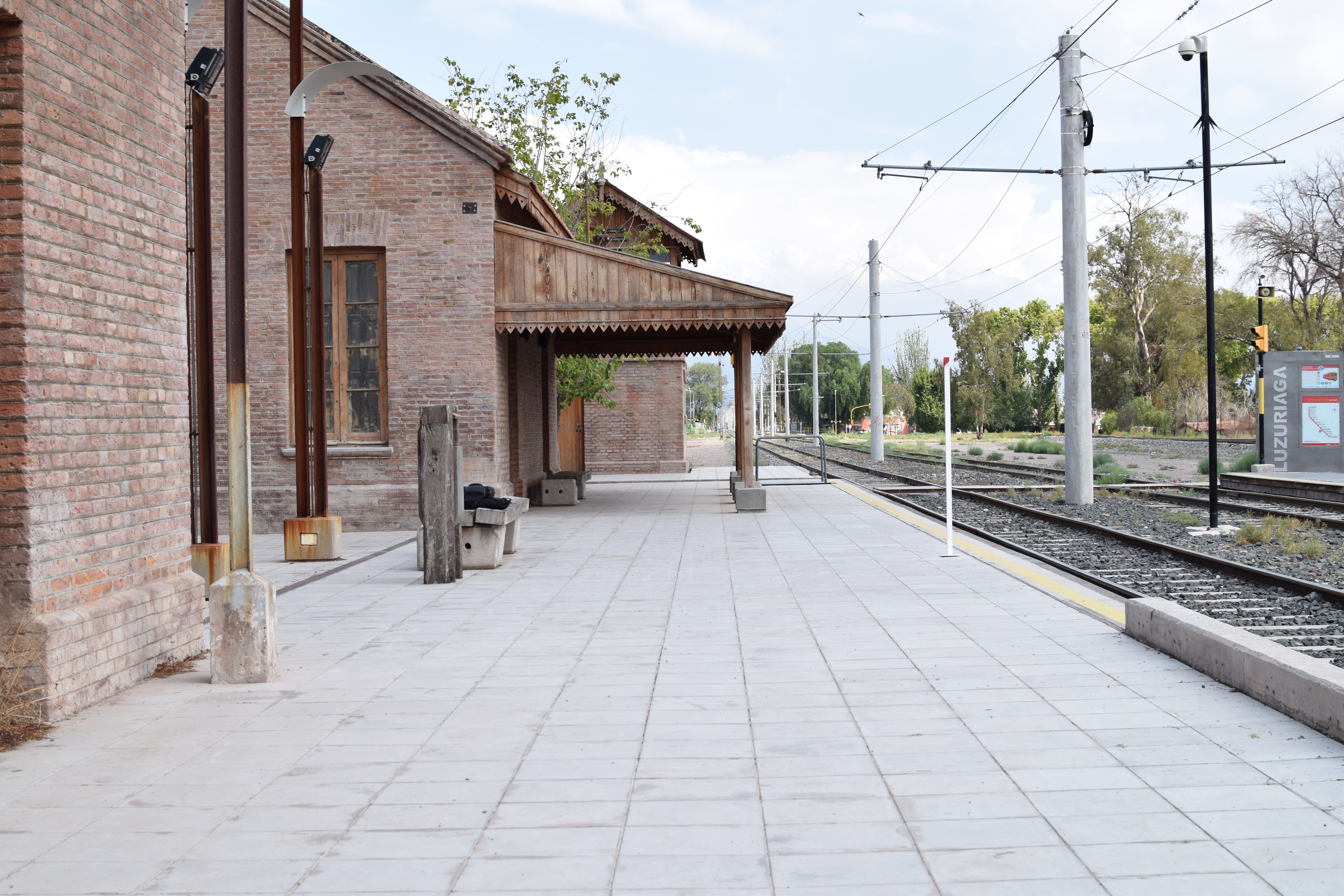
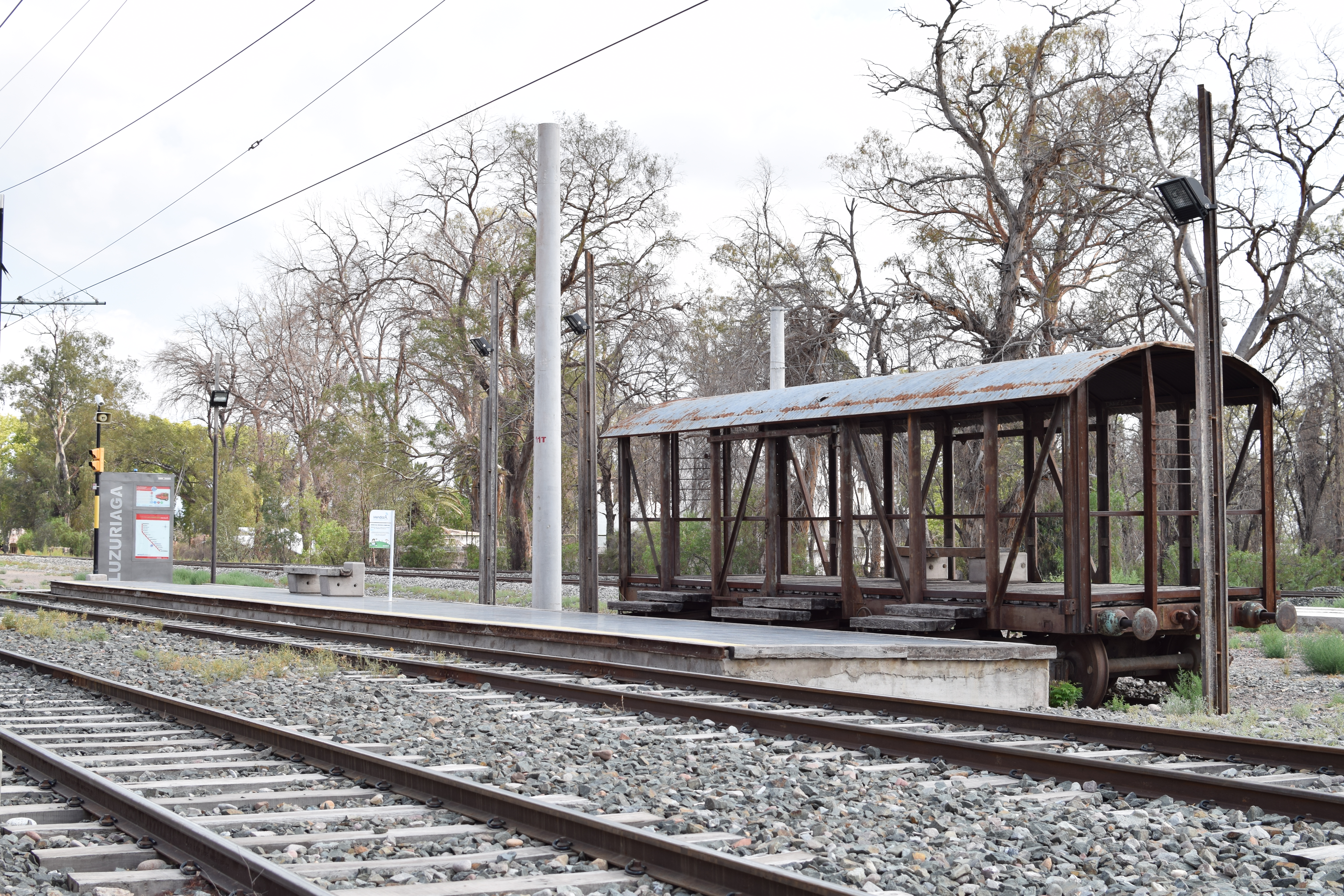
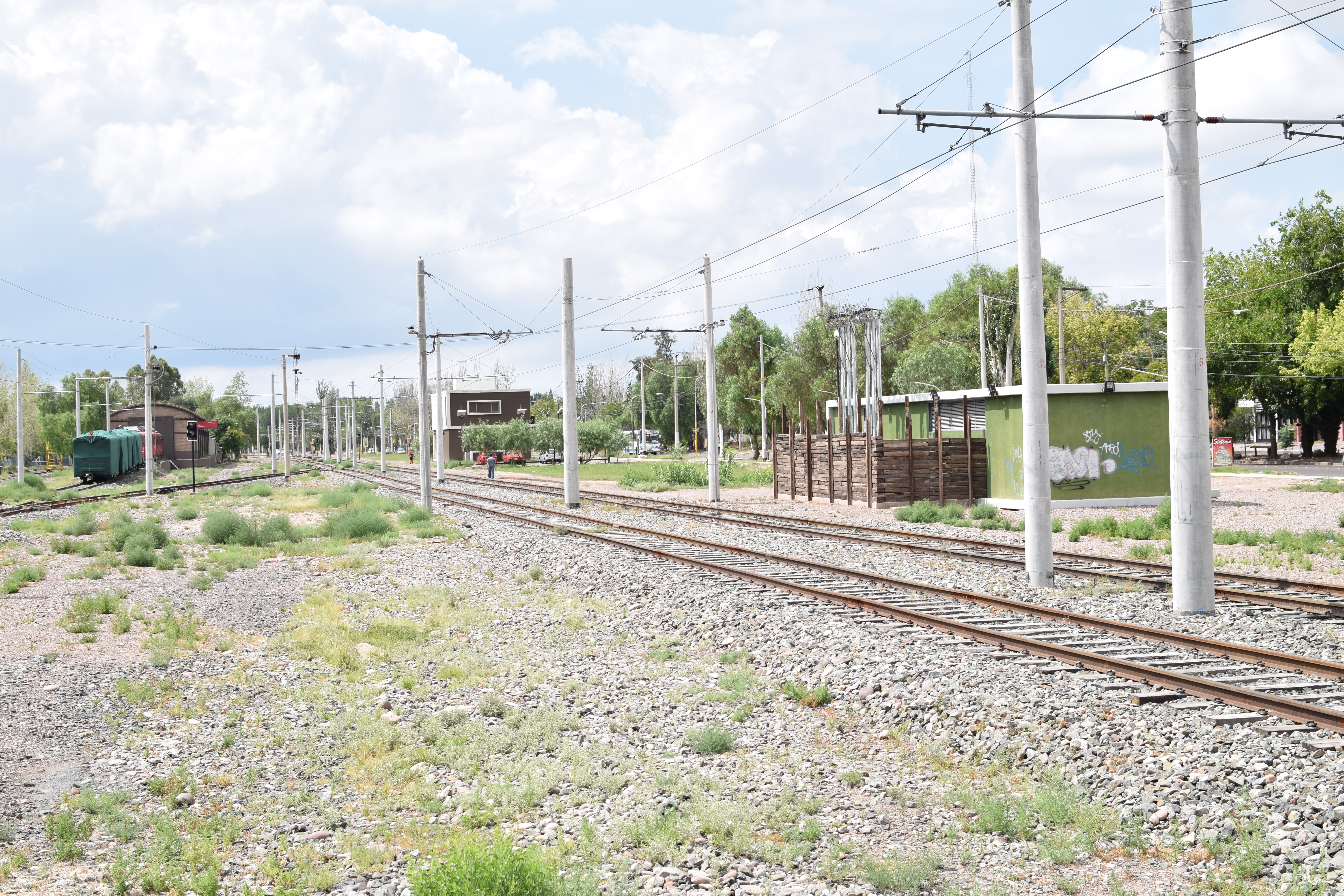
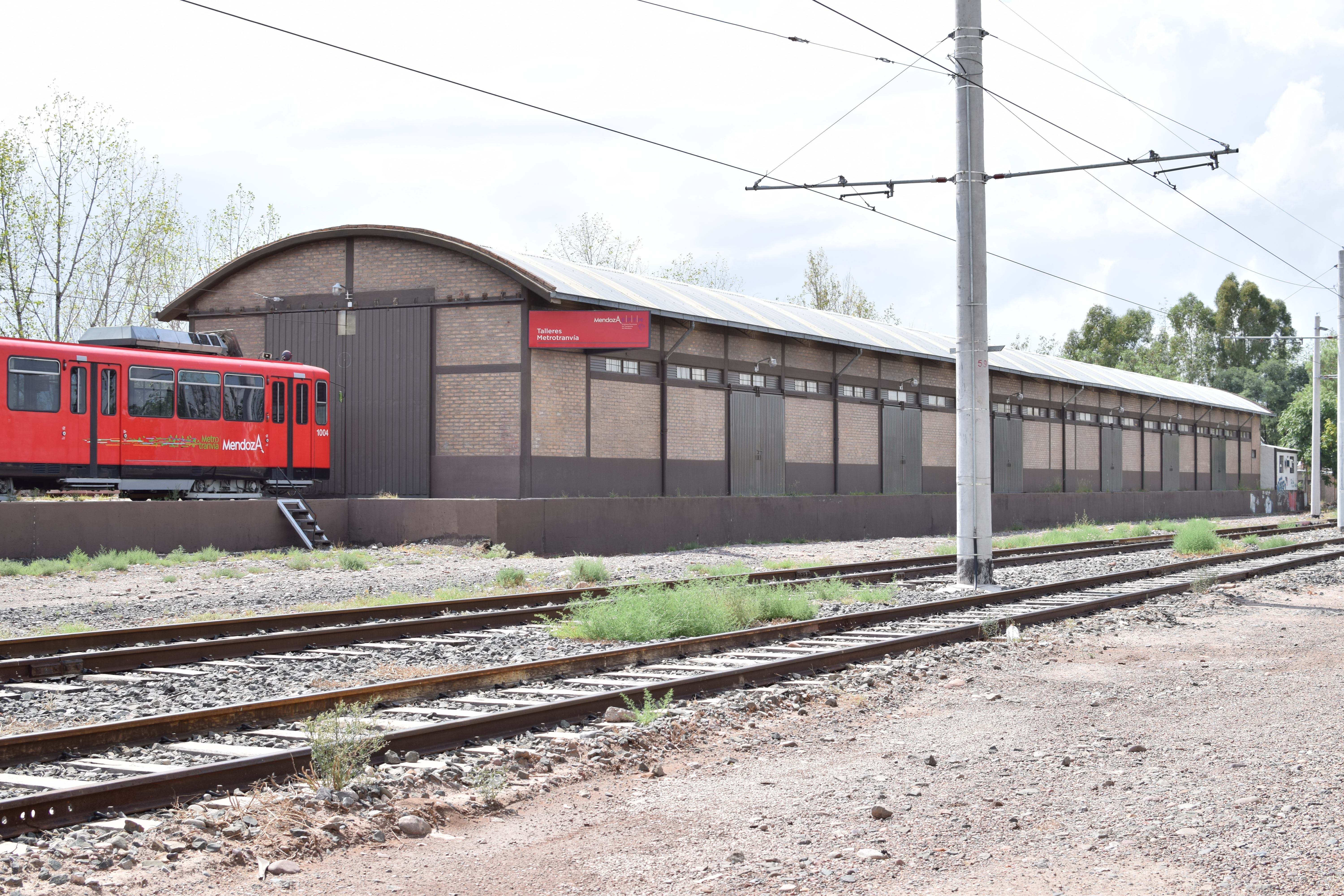
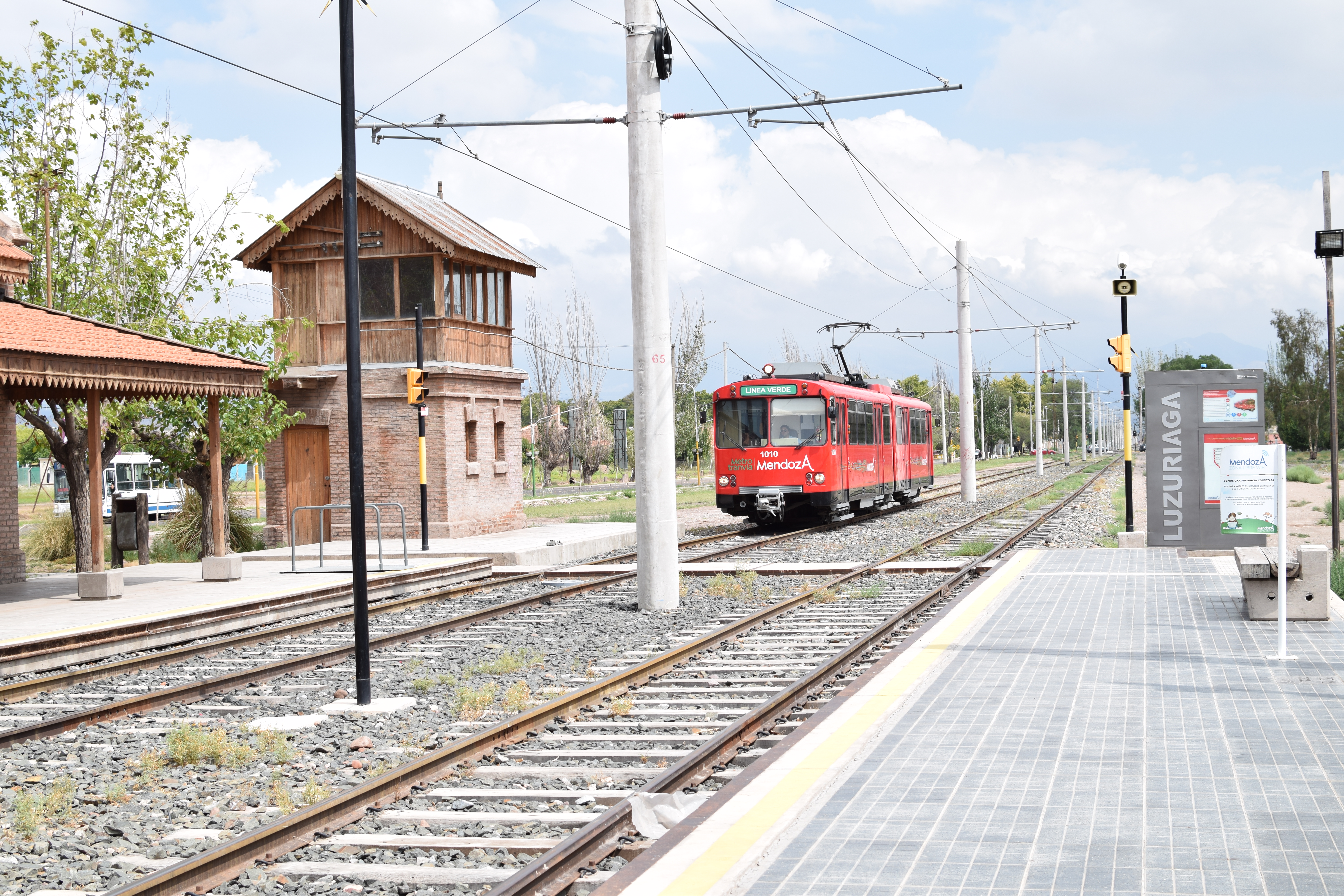
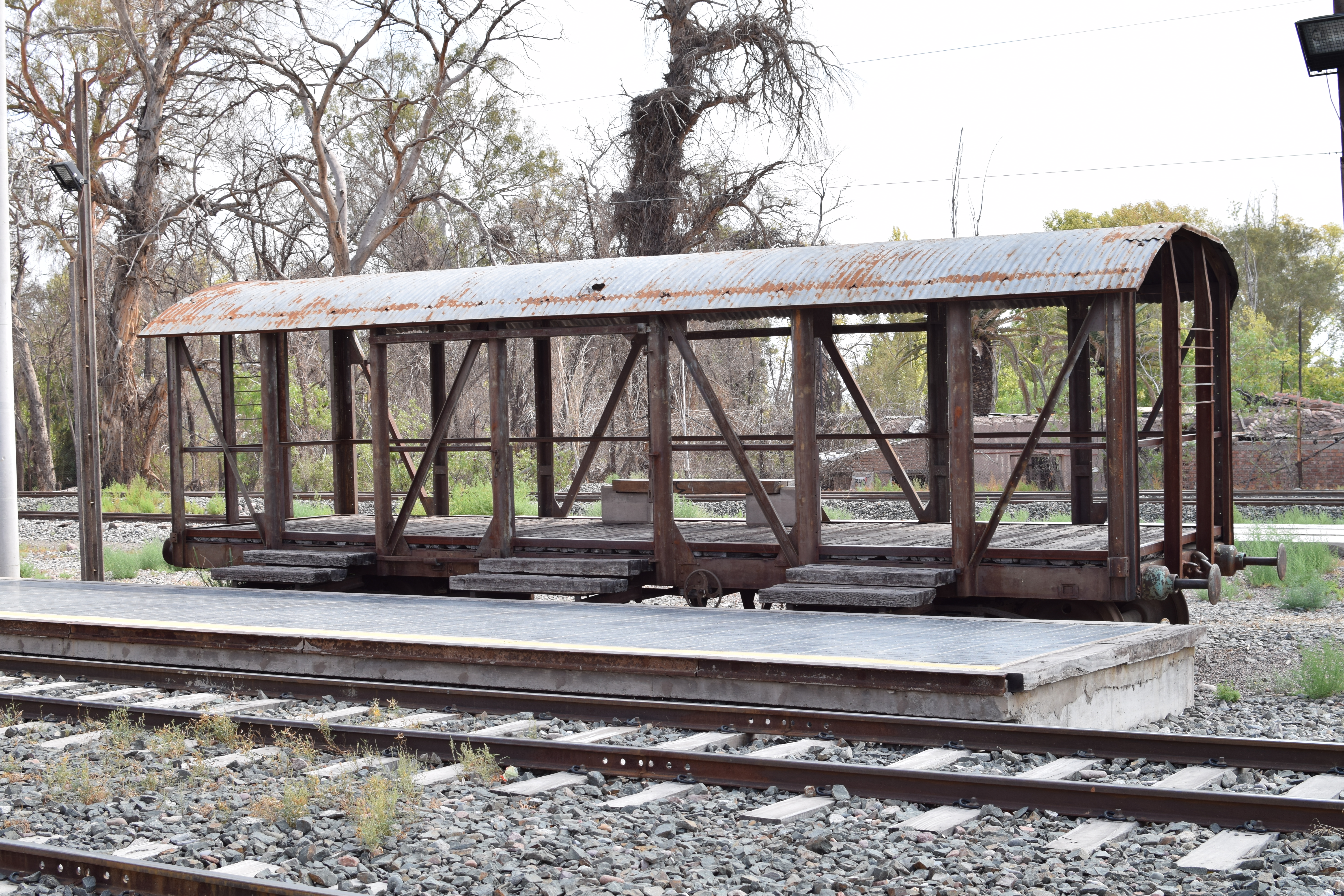
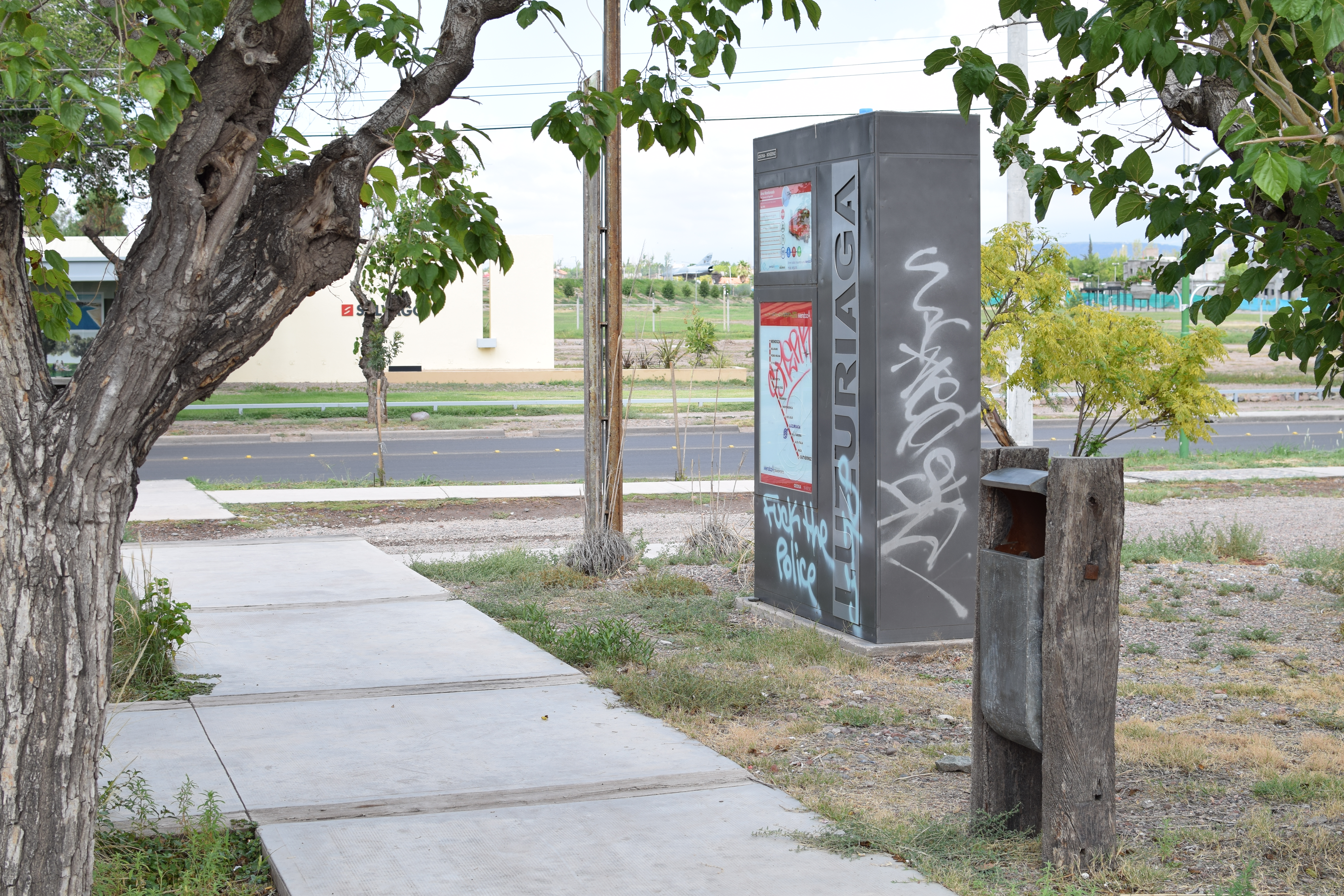